# Charchorin (distrikt)
Charchorin (mongoliska: Хархорин Сум, Хархорин, Charchorin Sum) är ett distrikt i Mongoliet.   Det ligger i provinsen Övörchangaj, i den centrala delen av landet, 300 km väster om huvudstaden Ulaanbaatar.